# Кнеселаре
Кнеселаре (на нидерландски: Knesselare) е селище в Северна Белгия, окръг Гент на провинция Източна Фландрия. Населението му е около 7900 души (2006).